# Amadou Moutari
Tidjani Amadou Moutari Kalala (Arlit, 19 de enero de 1994), conocido como Amadou Moutari, es un futbolista nigerino. Juega como delantero en el Al-Faisaly de Jordania.

## Carrera

### Clubes
Amadou Moutari empezó a jugar al fútbol en el equipo de su país natal del Akokana FC para pasar luego al filial del francés Le Mans FC, Le Mans FC B.   
En enero de 2014 fichó por el equipo de la Liga Premier de Ucrania del FK Metalurg Donetsk, lo que le convirtió en el primer jugador de Níger en jugar en Ucrania. En el verano del mismo año fichó por cuatro temporadas por el club ruso del FK Anzhí Majachkalá de la Liga Premier de Rusia.

### Selección nacional
Debutó en 2012 en la Copa de África y desde entonces lleva un total de 44 partidos en los que ha marcado un gol.

## Palmarés

### Títulos nacionales
| Título                    | Club                  | País           | Año  |
| ------------------------- | --------------------- | -------------- | ---- |
| Copa de Hungría           | Ferencvárosi T. C.    | Hungría        | 2017 |
| Copa de Hungría           | Budapest Honvéd F. C. | Hungría        | 2020 |
| Copa del Rey de Campeones | Al-Fayha F. C.        | Arabia Saudita | 2022 |